# Atletisme als Jocs Olímpics d'Estiu de 1908 - llançament de javelina masculí

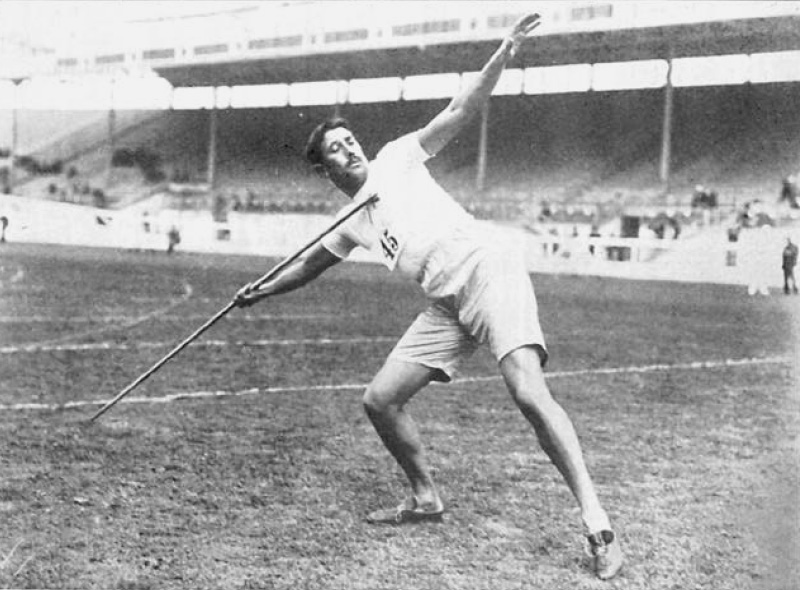
Erik Lemming, vencedor d'aquesta competició

Els llançament de javelina masculí va ser una de les sis proves de llançaments que es disputaren durant els Jocs Olímpics de Londres de 1908. La prova es va disputar el 17 de juliol de 1908 amb la participació de 16 atletes procedents de sis nacions diferents.

## Medallistes
| Or                 | Plata            | Bronze             |
| Eric Lemming (SWE) | Arne Halse (NOR) | Otto Nilsson (SWE) |

## Rècords
Aquests eren els rècords del món i olímpic que hi havia abans de la celebració dels Jocs Olímpics de 1908. Dos dies abans, en la disputa de la prova de llançament de javelina estil lliure, Eric Lemming, amb un llançament a l'estil tradicional, va superar el seu propi rècord olímpic i del món que tenia des dels Jocs Intercalats d'Atenes de 1906 amb 53,90 m.
| Rècord del Món | 54,44 m (*) | Eric Lemming | Londres (GBR) | 15 de juliol de 1908 |
| Rècord Olímpic | 54,44 m     | Eric Lemming | Londres (GBR) | 15 de juliol de 1908 |

Eric Lemming establí un nou rècord olímpic i del món amb 54,83 m

## Resultats
| Posició | Nom                | País       | Distància       |
| ------- | ------------------ | ---------- | --------------- |
| 1       | Eric Lemming       | Suècia     | 54.83 metres WR |
| 2       | Arne Halse         | Noruega    | 50.57 metres    |
| 3       | Otto Nilsson       | Suècia     | 47.11 metres    |
| 4       | Aarne Salovaara    | Finlàndia  | 45.89 metres    |
| 5       | Armas Pesonen      | Finlàndia  | 45.18 metres    |
| 6       | Juho Halme         | Finlàndia  | 44.96 metres    |
| 7       | Jalmari Sauli      | Finlàndia  | Desconegut      |
| 8-16    | Carl Bechler       | Alemanya   | Desconegut      |
| 8-16    | Evert Jakobsson    | Finlàndia  | Desconegut      |
| 8-16    | Jarl Jakobsson     | Finlàndia  | Desconegut      |
| 8-16    | John Johansen      | Noruega    | Desconegut      |
| 8-16    | Henry Leeke        | Alemanya   | Desconegut      |
| 8-16    | Ernest May         | Regne Unit | Desconegut      |
| 8-16    | Jimmy Tremeer      | Regne Unit | Desconegut      |
| 8-16    | Hugo Wieslander    | Suècia     | Desconegut      |
| 8-16    | Charalambos Zouras | Grècia     | Desconegut      |